# Постачання військової електроніки в Україну під час російського вторгнення
У таблицях зазначено постачання військової електроніки (РЛС, засоби РЕБ, комунікаційне та командне обладнання тощо) згідно з інформацією яка є у відкритих джерелах під час російського вторгнення в Україну.
Станом на червень 2024 року, в Україну відбулося або триває постачання такої кількості зброї (мінімальна оцінка):

## Загальна кількість обладнання
| тип                          | отримано  | трофеї    | всього   |
| ---------------------------- | --------- | --------- | -------- |
| радари                       | 109/124+  | —         | 109/124+ |
| контрбатарейні та РЛС засоби | 76/80+    | 4         | 80/84+   |
|                              |           |           |          |
| AN/TPQ-36                    | AN/TPQ-36 | AN/TPQ-36 | 76       |
| AN/MPQ-64                    |           |           | 76       |
| TRML-4D                      | TRML-4D   | TRML-4D   | 1/9      |
| COBRA                        | COBRA     | COBRA     | 1        |
| РБ-301Б «Борисоглебськ-2»    | —         | 2         | 2        |
| Фара                         | —         | 2         | 2        |

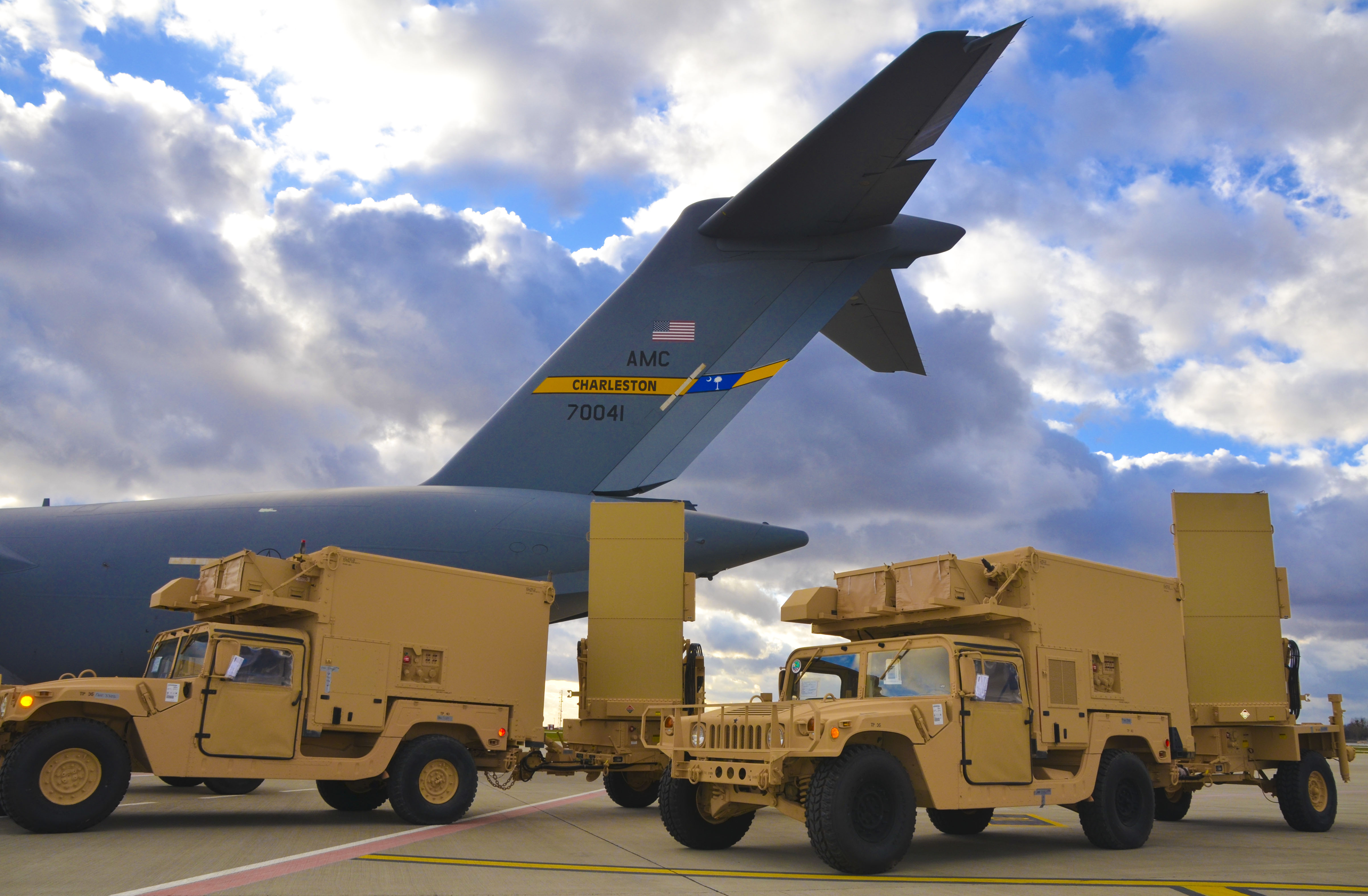
Щонайменше 31 контрбатарейну РЛС AN/TPQ-36 передали США та Нідерланди
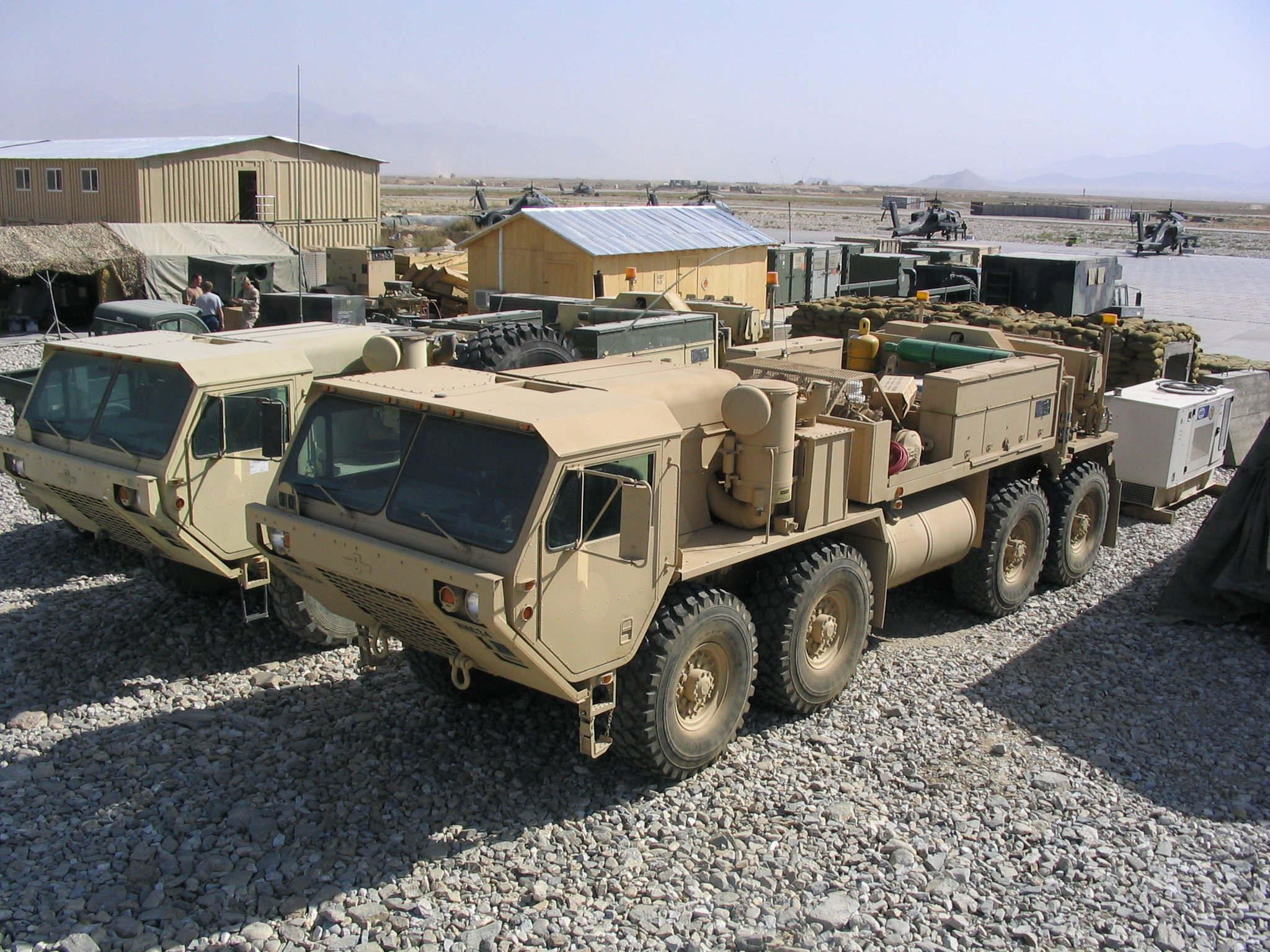
Щонайменше 22 ремонтно-евакуаційних машин M984A4 HEMTT отримано від США
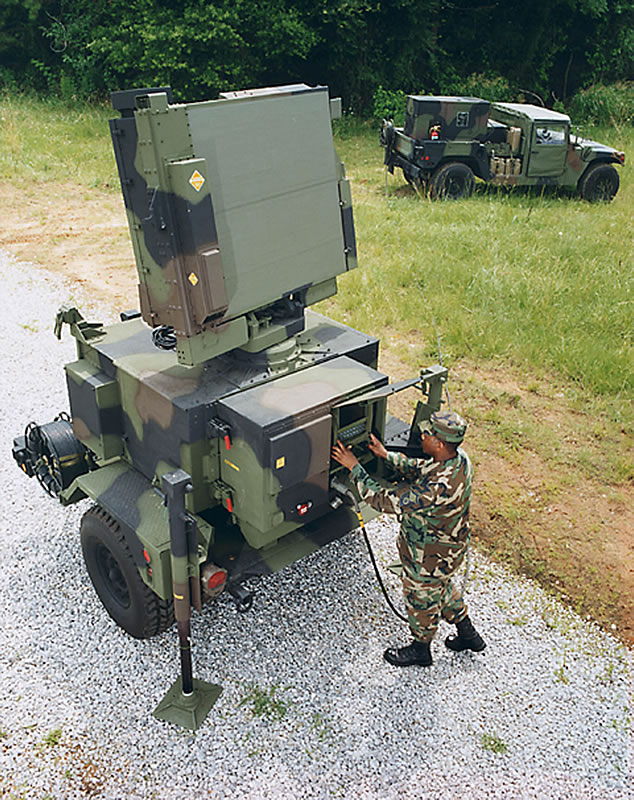
Щонайменше 4 радари AN/MPQ-64 Sentinel отримано від США
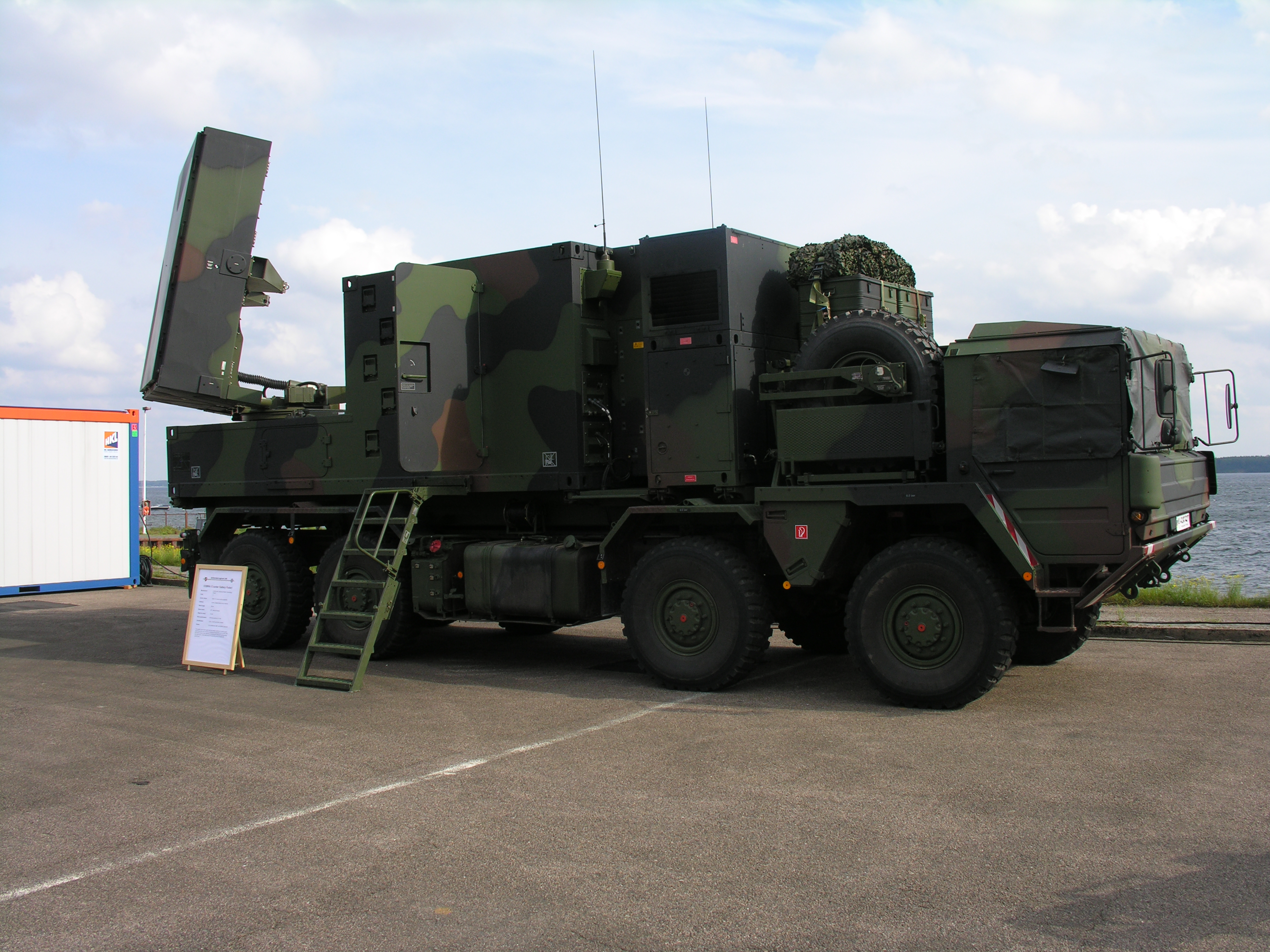
РЛС COBRA яку отримано від Німеччини
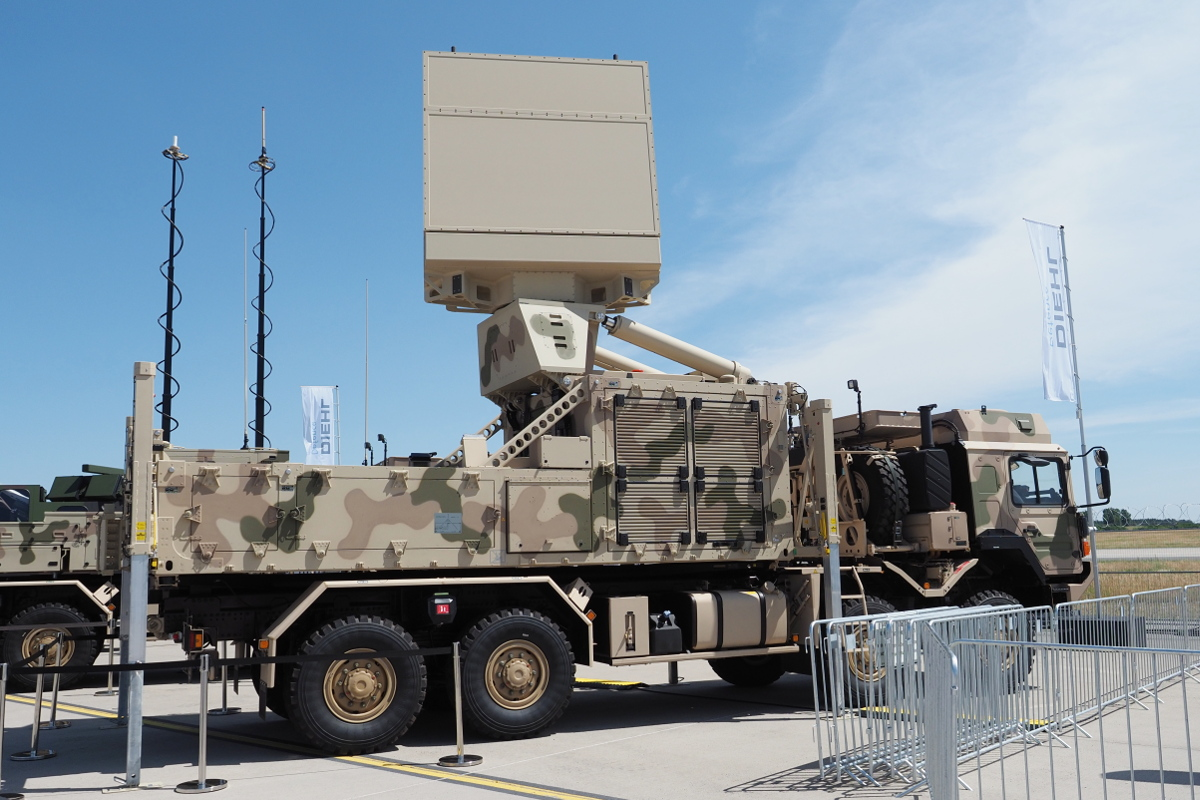
РЛС TRML-4D яку отримано від Німеччини
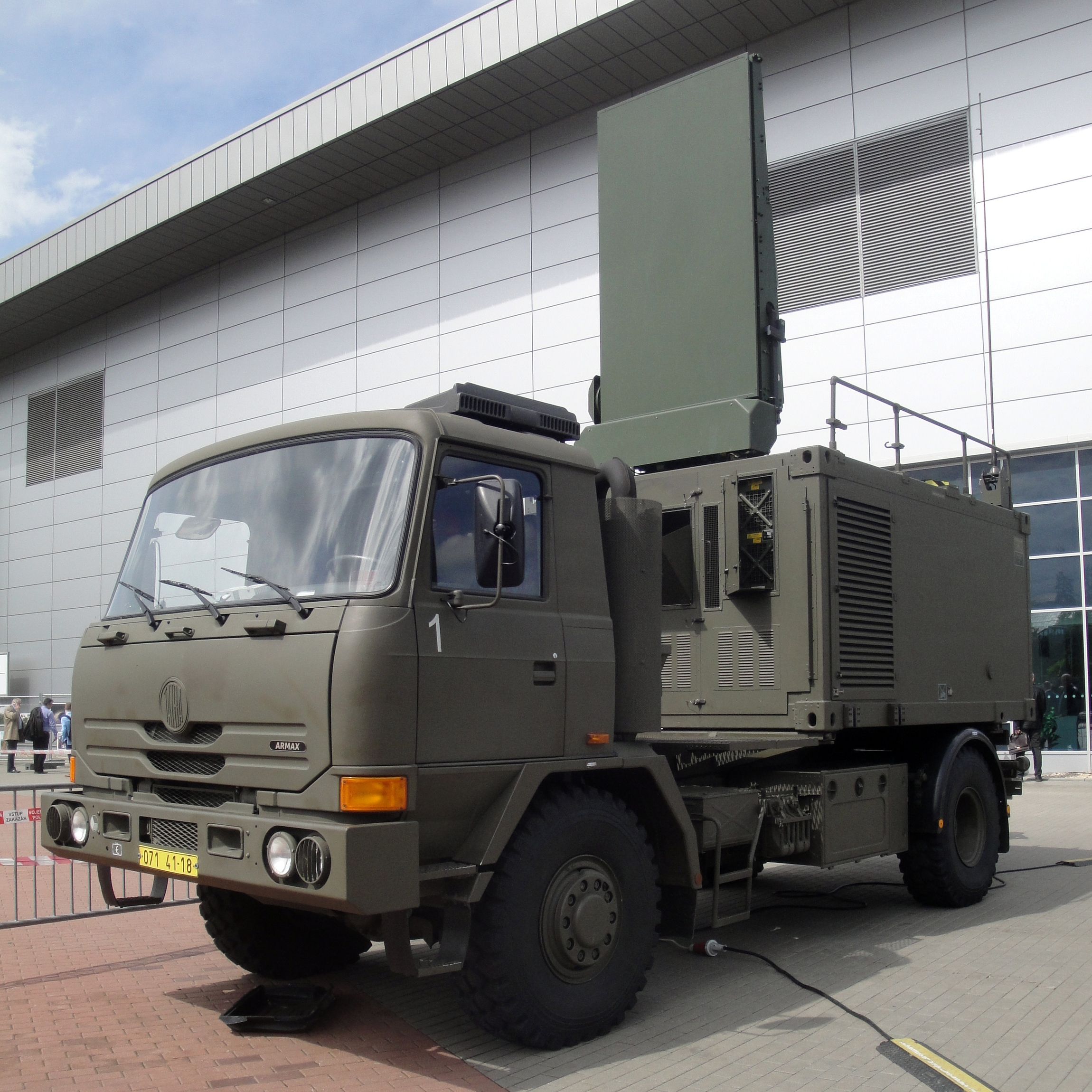
Контрбатарейний радар Mamba Arthur, ймовірно отриманий від Великої Британії
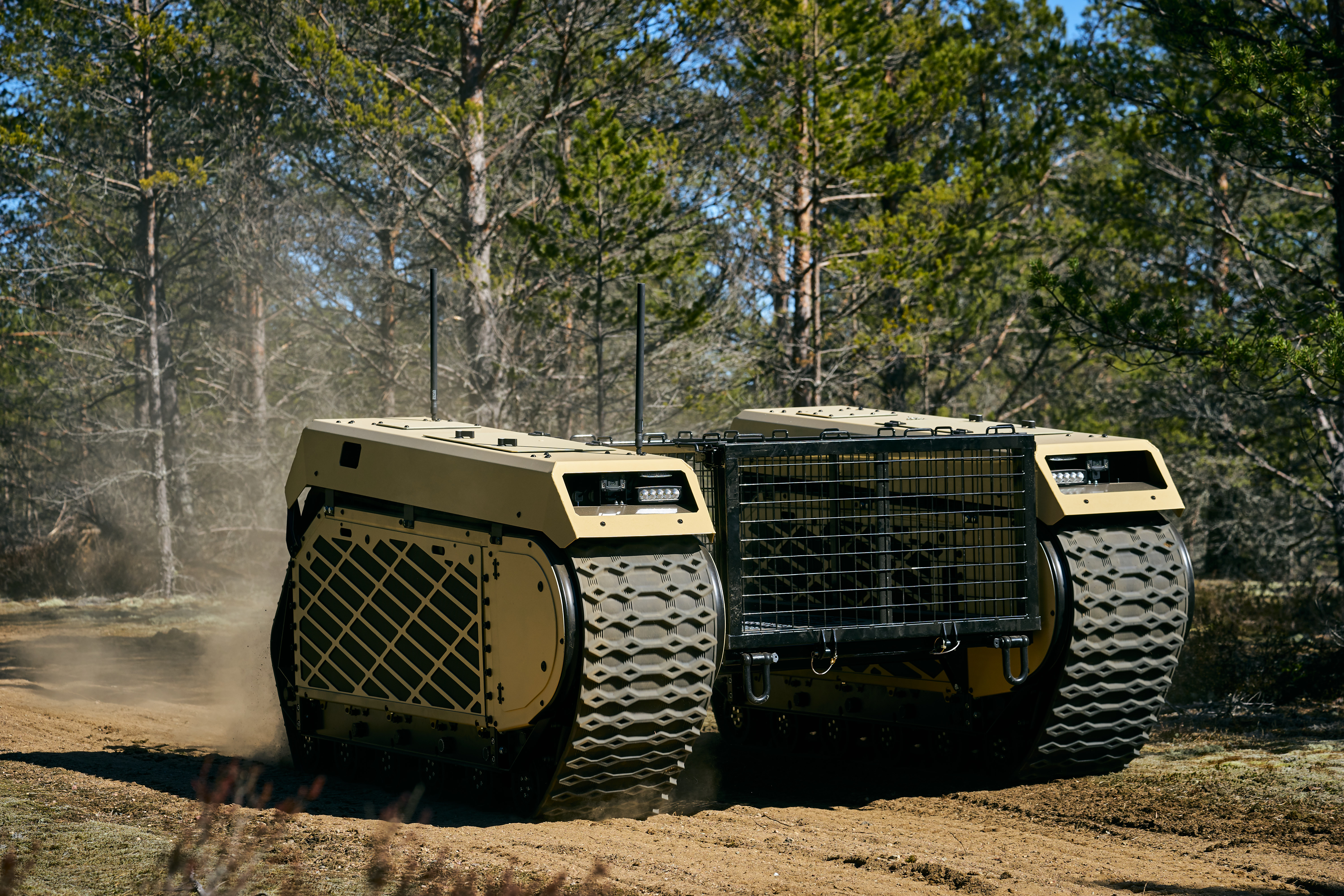
Німеччина передала 14 роботизованих комплексів медичної евакуації

## Українське виробництво

### Загальна інформація
29 травня 2023 року стало відомо що Американська ІТ-компанія Palantir Technologies Inc та Мінцифри оголосили про партнерство, яке допоможе використовувати технології компанії для підтримки оборони України. 26 липня стало відомо що українські інженери в рамках ініціативи випробовують обладнання для постановки радіоелектронних перешкод (РЕБ) проти ворожих дронів-камікадзе. 19 вересня була створена ІТ-коаліція, яка підтримуватиме Збройні сили України в кіберсфері. 8 грудня стало відомо що Україна разом з Milrem Robotics розроблятиме роботизовані системи.
8 січня 2024 року стало відомо що для високоточного озброєння в Україні запустять виробництво мікрочипів. 12 березня було озвучено що у Україні для військових випробували понад 50 нових наземних безпілотників різного призначення, які випробували через кластер Brave1, створений для розвитку військових технологій. 1 червня стало відомо що Міноборони України з початку 2024 року допустило до експлуатації у Збройних Силах понад 40 зразків безпілотників та понад 20 наземних роботизованих комплексів. 25 листопада було оголошено що німецький виробник роботизованих систем ARX Robotics відкриває офіс в Україні.
27 лютого 2025 року стало відомо що в Україні понад 140 компаній виготовляють засоби РЕБ для військових. 20 червня стало відомо що Україна запустила виробництво власних тактичних радіолокаційних станцій для виявлення БпЛА, що використовуються підрозділами дронів-перехоплювачів.

### Постачання що тривають або завершені

#### Роботизована техніка
| походження і назва | тип                              | к-ть | подробиці |
| ------------------ | -------------------------------- | ---- | --- |
| AGEMA              | роботизована наземна платформа   | —    | 04.12.23 стало відомо що «Українська бронетехніка» передала ЗСУ для випробування на передовій роботизовану платформу AGEMA                                      |
| AGEMA              | роботизована наземна платформа   | —    | 12.12.23 стало відомо що «Українська бронетехніка» передала наземну роботизовану платформу AGEMA спецпідрозділу Головного управління розвідки Міноборони Kraken |
| D-21-11            | роботизована наземна платформа   | —    | 05.01.24 для українських військових розробили безпілотну наземну платформу, проходять випробування                                                              |
| Ironclad           | роботизована наземна платформа   | —    | 12.01.24 стало відомо що бійці 5-ї окремої штурмової бригади застосували наземну бойову платформу Ironclad                                                      |
| «Мураха»           | роботизована наземна платформа   | —    | 17.01.24 на Тернопільщині розробили наземний роботизований комплекс «Мураха» для військових                                                                     |
| Sirko-S1           | роботизована наземна платформа   | —    | 04.06.24 бригаді «Азов» на посилення відправили нові наземні дрони Skylab Sirko-S1                                                                              |
| «Тарган»           | багатоцільовий логістичний робот | —    | 28.09.24 стало відомо що у рамках проєкту «Нам тут жити 2.0» будуть закуплені 64 багатоцільових логістичних роботів «Тарган» для допомоги саперам               |
| «Веприк»           | роботизована наземна платформа   | 8    | 18.10.24 стало відомо що благодійники передали 93-й окремій механізованій бригаді «Холодний Яр» вісім наземних платформ                                         |
| «Рись»             | роботизована наземна платформа   | 9    | 30.10.24 благодійний фонд Сергія Притули передав українським військовим партію дистанційно керованих наземних платформ                                          |
| «Буря»             | роботизована турель              | —    | 04.02.25 запущено у серійне виробництво роботизовану турель «Буря» для 40-мм гранатомета Mk 19                                                                  |
| «Воля-Е»           | роботизована наземна платформа   | —    | 06.02.25 стало відомо про використання дрон-мінувальника на базі платформи «Воля-Е»                                                                             |
| «Терміт»           | гусеничний дрон                  | 28   | 17.03.25 стало відомо про передачу фондом «Повернись живим» |
| «Тарган»           | багатоцільовий логістичний робот | 64   | 17.03.25 стало відомо про передачу фондом «Повернись живим» |

#### Засоби РЛС та радари
| походження і назва           | тип                                        | к-ть | подробиці |
| ---------------------------- | ------------------------------------------ | ---- | --- |
| 112L4                        | РЛС вимірювання швидкості польоту снарядів | —    | 16.09.23 стало відомо що українська РЛС вимірювання швидкості польоту снарядів 112L4 надійде на озброєння артилерійських підрозділів ЗСУ                  |
| ЕТЕР                         | система радіоелектронної розвідки          | —    | 14.11.23 стало відомо про створення нової компактної системи радіоелектронної розвідки                                                                    |
| 80К6КС1 «Фенікс-1»           | радіолокаційний комплекс                   | —    | 11.12.23 стало відомо що для захисту повітряного простору українські радіотехнічні війська застосовують новітню радіолокаційну станцію 80К6КС1 «Фенікс-1» |
| мобільний пунктів управління | мобільний пунктів управління               | 10   | 12.07.24 стало відомо про постачання |
| АТ-2                         | антенний трекер                            | —    | 16.08.24 стало відомо про постачання антенних трекерів AT-2 від Ukrspecsystems                                                                            |

#### Засоби РЕБ
| походження і назва     | тип                                | к-ть | подробиці |
| ---------------------- | ---------------------------------- | ---- | --- |
| Буковель               | комплекс радіоелектронної боротьби | —    | 29.12.22 стало відомо що волонтери придбають РЕБ 59-тій бригаді                                                                  |
| мобільний комплекс РЕБ | мобільний комплекс РЕБ             | —    | 06.11.23 стало відомо про постачання волонтерами                                                                                 |
| мобільний комплекс РЕБ | мобільний комплекс РЕБ             | 100  | 05.01.24 про постачання волонтерами                                                                                              |
| «Покрова»              | система РЕБ                        | —    | у лютому 2024 стало відомо що в Україні запрацювала система РЕБ «Покрова»                                                        |
| «Шатро 50-1М»          | система РЕБ                        | 48   | 09.06.24 народний депутат України Петро Порошенко передав на потреби військових окопні станції радіоелектронної боротьби «Шатро» |
| «Шатро 50-1М»          | система РЕБ                        | 16   | 23.10.24 Петро Порошенко передав Силам оборони нову партію різного обладнання на 46.5 млн гривень                                |
| «Шатро 50-1М»          | система РЕБ                        | 10   | 19.11.24 воїни 38 ОБрМП отримали 10 комплексів радіоелектронної боротьби                                                         |
| «Ай-Петрі СВ»          | система РЕБ                        | 90   | відомо про постачання 90 комплексів протягом 2024 року                                                                           |

#### Інше
| походження і назва        | тип                       | к-ть | подробиці |
| ------------------------- | ------------------------- | ---- | --- |
| KVS Antidron G-6          | антидрон-рушниця          | —    | 01.08.22 помічено в Україні                                                                                    |
| C-Vog                     | антидрон-рушниця          | —    | 09.02.23 помічено в Україні                                                                                    |
| Daewoo Novus              | командно-штабна машина    | —    | 17.02.23 стало відомо про постачання                                                                           |
| мобільна ремонтна станція | мобільна ремонтна станція | 4    | 04.09.23 стало відомо що у фонді «Повернись живим» готують ще 4 мобільні майстерні для західних бронемашин ЗСУ |
| MAN                       | мобільна ремонтна станція | —    | 02.01.24 стало відомо що для військових розробили нову мобільну майстерню                                      |
| MAN                       | спецмашина для водолазів  | —    | 14.03.24 було передано спеціальний мобільний водолазний комплекс для ДСНС                                      |

### Заплановані постачання
| походження і назва             | походження і назва             | тип                            | к-ть | подробиці                                                                                             |
| ------------------------------ | ------------------------------ | ------------------------------ | ---- | --- |
| «ШаРись»                       | роботизована наземна платформа | роботизована наземна платформа | 0/60 | благодійний фонд Сергія Притули відкрив збір на бойові наземні дрони                                  |
| роботизована наземна платформа | роботизована наземна платформа | роботизована наземна платформа | —    | 16.08.24 «Повернись живим» і «Київстар» запустили проєкт оснащення саперів роботизованими платформами |

## Постачання з-за кордону

### Загальна інформація
2 червня 2023 року стало відомо що українські та ізраїльські військові спільно працюють на території Польщі над впровадженням в Україні системи оповіщення про повітряну небезпеку. 11 липня стало відомо що Австралія відправить літак-розвідник E-7A Wedgetail для допомоги Україні.
3 травня 2024 року ІТ-коаліція на чолі з Естонією та Люксембургом надала першу партію обладнання для Збройних Сил України. 9 липня того ж року Міноборони України підписало меморандум з ICEYE для поглиблення співпраці у сфері космічної розвідки. 21 серпня стало відомо що у Румунії навпроти Ізмаїла встановили потужний радар, який може виявляти БпЛА, балістику та літаки за 450 км.
11 квітня 2025 року на новому «Рамштайні» для підтримки України створили «коаліцію можливостей», яка стосується засобів радіоелектронної боротьби. У міноборони Німеччини розповіли, що до коаліції увійшла сама Німеччина і ще 10 країн. У червні 2025 до коаліції РЕБ для України приєдналися ще п’ять країн.

### Постачання що тривають або завершені

#### Роботизована техніка
| походження і назва | походження і назва | тип                                       | к-ть | подробиці |
| ------------------ | ------------------ | ----------------------------------------- | ---- | --- |
| Німеччина          | THeMIS             | роботизований комплекс медичної евакуації | 14   | у загальному переліку військової допомоги від Німеччини опублікованому 13.09.23                                   |
| —                  | THeMIS             | роботизований комплекс медичної евакуації | 1    | 02.11.23 стало відомо про 15-й у користуванні українських військових                                              |
| Чехія              | UGV                | роботизована наземна платформа            | 1    | 08.01.24 стало відомо про безкоштовне постачання від виробника Isolit-Bravo                                       |
| —                  | Unitree Go2 PRO    | роботизована наземна платформа            | —    | 11.08.24 стало відомо що українські воїни використовують «робособаку» для проведення розвідки                     |
| Німеччина          | GEREON RCS         | наземний дрон                             | 30   | 27.11.24 уряд Німеччини профінансував 30 наземних безекіпажних платформ GEREON RCS для потреб Сил оборони України |
| Німеччина          | THeMIS             | роботизований комплекс медичної евакуації | 13   | 04.12.24 воїни 110-ї бригади отримали 13 наземних дронів TerMIT                                                   |
| Франція            | THeMIS             | роботизований комплекс медичної евакуації | 6    | 20.05.25 стало відомо що ДСНС отримає 6 інженерних дронів на базі THeMIS                                          |

#### Засоби РЛС та радари
| походження і назва | походження і назва                        | тип                                       | к-ть | подробиці                                                                                         |
| ------------------ | ----------------------------------------- | ----------------------------------------- | ---- | ------------------------------------------------------------------------------------------------- |
| Нідерланди         | AN/TPQ-36                                 | контрбатарейна радіолокаційна станція     | 5    | 03.03.22 стало про постачання РЛС з Нідерландів                                                   |
| Нідерланди         | Thales Squire Ground Surveillance Radar   | радар                                     | 2    | постачання відбулося у квітні 2022                                                                |
| Велика Британія    | A422                                      | РЛС виявлення БпЛА                        | —    | 08.06.22 стало відомо про передачу РЛС                                                            |
| Велика Британія    | MAMBA ARTHUR                              | контрбатарейний радар                     | —    | 11.10.22 помічено в Україні                                                                       |
| Литва              | радар                                     | радар                                     | 5    | 31.01.23 стало відомо що у Литві збирають кошти на 5 радарів для України                          |
| Франція            | Thales GM200                              | радар                                     | 2    | 31.01.23 стало відомо про постачання                                                              |
| Литва              | ieMHR                                     | радар                                     | 16   | 14.03.23 стало відомо про постачання                                                              |
| США                | авіарадар                                 | авіарадар                                 | 3    | у переліку військової допомоги від США опублікованому 04.04.23                                    |
| Швеція             | PS-70                                     | радар                                     | —    | 19.04.23 помічено в Україні                                                                       |
| Німеччина          | TRML-4D                                   | багатофункціональна РЛС                   | 6    | 16.05.23 стало відомо про новий контракт                                                          |
| Велика Британія    | MAMBA ARTHUR                              | контрбатарейний радар                     | 3    | 18.05.23 стало відомо про постачання                                                              |
| Норвегія           | MAMBA ARTHUR                              | контрбатарейний радар                     | 3    | 18.05.23 стало відомо про постачання                                                              |
| Нідерланди         | VERA-NG                                   | радіолокаційний коплекс                   | 4    | 14.06.23 стало відомо про постачання чотирьох РЛС на суму 150 млн євро                            |
| США                | AN/TPQ-36                                 | контрбатарейна радіолокаційна станція     | 70+  | у загальному переліку військової допомоги від США опублікованому 27.06.23                         |
| США                | AN/MPQ-64                                 | радар                                     | 70+  | у загальному переліку військової допомоги від США опублікованому 27.06.23                         |
| США                | авіарадар                                 | авіарадар                                 | 44+  | у загальному переліку військової допомоги від США опублікованому 27.06.23                         |
| США                | багатоцільовий радар                      | багатоцільовий радар                      | 20   | у загальному переліку військової допомоги від США опублікованому 27.06.23                         |
| Німеччина          | наземний радар із тепловізійними засобами | наземний радар із тепловізійними засобами | 18   | у загальному переліку військової допомоги від Німеччини опублікованому 20.07.23                   |
| Німеччина          | HMMWV з наземним радаром                  | наземний радар                            | 8    | у загальному переліку військової допомоги від Німеччини опублікованому 20.07.23                   |
| Німеччина          | TRML-4D                                   | багатофункціональна РЛС                   | 2/12 | у загальному переліку військової допомоги від Німеччини опублікованому 20.07.23                   |
| Німеччина          | COBRA                                     | радіолокаційний комплекс                  | 1    | у загальному переліку військової допомоги від Німеччини опублікованому 20.07.23                   |
| Німеччина          | TRML-4D                                   | багатофункціональна РЛС                   | 0/6  | 16.05.23 стало відомо про нове постачання                                                         |
| Литва              | радіолокаційна станція                    | радіолокаційна станція                    | —    | 29.05.23 уряд Литви підготував фінансовий пакет для закупівлі радіолокаційних станцій для України |
| Швеція             | MAMBA ARTHUR                              | контрбатарейний радар                     | 5    | 13.03.25 стало відомо що Швеція передасть Україні 5 контрбатарейних РЛС                           |
| Нідерланди         | РЛС виявлення БпЛА                        | РЛС виявлення БпЛА                        | 100  | 24.06.25 стало відомо що Нідерланди поставлять 100 РЛС виявлення БпЛА                             |
| Німеччина          | TRML-4D                                   | багатофункціональна РЛС                   | —    | 24.07.25 стало відомо що HENSOLDT виготовить для України нові радари                              |
| Німеччина          | SPEXER 2000 3D MkIII                      | радар                                     | —    | 24.07.25 стало відомо що HENSOLDT виготовить для України нові радари                              |

#### 24.05.Засоби РЕБ
| походження і назва    | тип                   | к-ть | подробиці                                                                       |
| --------------------- | --------------------- | ---- | ------------------------------------------------------------------------------- |
| обладнання РЕБ        | обладнання РЕБ        | —    | у загальному переліку військової допомоги від США опублікованому 27.06.23       |
| засоби РЕБ            | засоби РЕБ            | 10   | у загальному переліку військової допомоги від Німеччини опублікованому 20.07.23 |
| система РЕБ           | система РЕБ           | 1/12 | у загальному переліку військової допомоги від Німеччини опублікованому 20.07.23 |
| радіочастотна система | радіочастотна система | 1    | у загальному переліку військової допомоги від Німеччини опублікованому 20.07.23 |
| Pulsar-L              | система РЕБ           | —    | 29.04.25 стало відомо про потенційне застосування українськими військовими      |

#### Інше
| походження і назва | походження і назва                         | тип                                        | к-ть | подробиці |
| ------------------ | ------------------------------------------ | ------------------------------------------ | ---- | --- |
| Литва              | EDM4S Sky Wiper                            | антидрон-рушниця                           | 110+ | інформація про постачання цих рушниць була оприлюднена 17.06.22                                                                      |
| США                | DroneDefender                              | антидрон-рушниця                           | —    | помічено в Україні 22.08.22 |
| Велика Британія    | SteelRock Nightfighter                     | антидрон-рушниця                           | —    | 24.08.22 стало відомо про постачання                                                                                                 |
| Україна            | Iveco Eurocargo                            | мобільна ремонтна станція                  | 6    | 01.09.22 стало відомо про постачання волонтерами                                                                                     |
| Україна            | MAN                                        | мобільна ремонтна станція                  | 6    | 07.11.22 передані волонтерами перші два комплекси                                                                                    |
| Естонія            | мобільний лазневий комплекс                | мобільний лазневий комплекс                | 3    | 18.12.22 стало відомо про постачання                                                                                                 |
| Чехія              | TATRA TREVA 3                              | ремонтно-евакуаційна машина                | —    | 09.01.23 стало відомо про постачання                                                                                                 |
| США                | DroneGun Mk3                               | антидрон-рушниця                           | —    | 08.04.23 помічено в Україні |
| Україна            | Leyland DAF 45.150                         | мобільна ремонтна станція                  | 10   | 12.04.23 стало відомо про постачання фондом П. Порошенка та ГО «Справа Громад»                                                       |
| США                | комплекси супутникового звʼязку            | комплекси супутникового звʼязку            | 4    | у загальному переліку військової допомоги від США опублікованому 27.06.23                                                            |
| США                | SATCOM обладнання                          | SATCOM обладнання                          | —    | у загальному переліку військової допомоги від США опублікованому 27.06.23                                                            |
| США                | супутникова зйомка                         | супутникова зйомка                         | —    | у загальному переліку військової допомоги від США опублікованому 27.06.23                                                            |
| США                | захищені засоби звʼязку                    | захищені засоби звʼязку                    | —    | у загальному переліку військової допомоги від США опублікованому 27.06.23                                                            |
| Німеччина          | Rheinmetall                                | автоматизовані системи спостереження       | —    | у загальному переліку військової допомоги від Німеччини опублікованому 20.07.23                                                      |
| Німеччина          | антидрон-рушниця                           | антидрон-рушниця                           | 10   | у загальному переліку військової допомоги від Німеччини опублікованому 20.07.23                                                      |
| Німеччина          | HEP70                                      | комплекс РХБ захисту                       | 6    | у загальному переліку військової допомоги від Німеччини опублікованому 20.07.23                                                      |
| Німеччина          | HMMWV з антидроновим обладнанням           | HMMWV з антидроновим обладнанням           | 2    | у загальному переліку військової допомоги від Німеччини опублікованому 20.07.23                                                      |
| США                | 3D-принтери для друку запчастин до техніки | 3D-принтери для друку запчастин до техніки | —    | 15.09.23 стало відомо що Україна отримала від США 3D принтери промислового рівня, здатні друкувати запчастини до техніки на полі бою |
| Австралія          | WarpSPEE3D                                 | 3D-принтер                                 | 7    | Австралійська компанія передала ЗСУ сім індустріальних 3D-принтерів WarpSPEE3D                                                       |
| Україна            | MAN                                        | мобільна ремонтна станція                  | —    | 02.01.24 стало відомо що для військових розробили нову мобільну майстерню                                                            |
| Україна            | MAN                                        | спецмашина для водолазів                   | —    | 14.03.24 було передано спеціальний мобільний водолазний комплекс для ДСНС                                                            |

### Заплановані постачання
| походження і назва | походження і назва     | тип                            | к-ть | подробиці |
| ------------------ | ---------------------- | ------------------------------ | ---- | --- |
| Німеччина          | система зв'язку та РЕБ | система зв'язку та РЕБ         | 0/12 | у переліку запланованого постачання з Німеччини станом на 01.12.22                                                                                     |
| Німеччина          | інженерна бронетехніка | інженерна бронетехніка         | 0/5  | у переліку запланованого постачання з Німеччини станом на 01.12.22                                                                                     |
| Україна            | Лють                   | наземна роботизована платформа | —    | 23.05.24 міністр цифрової трансформації України Михайло Федоров повідомив що платформа UNITED24 оголошує перший збір на наземні роботизовані платформи |
| Україна            | MOROZ                  | наземна роботизована платформа | —    | 23.05.24 міністр цифрової трансформації України Михайло Федоров повідомив що платформа UNITED24 оголошує перший збір на наземні роботизовані платформи |
| Україна            | Шабля                  | наземна роботизована платформа | —    | 23.05.24 міністр цифрової трансформації України Михайло Федоров повідомив що платформа UNITED24 оголошує перший збір на наземні роботизовані платформи |
| Україна            | М2                     | наземна роботизована платформа | —    | 23.05.24 міністр цифрової трансформації України Михайло Федоров повідомив що платформа UNITED24 оголошує перший збір на наземні роботизовані платформи |
| Україна            | D-11                   | наземна роботизована платформа | —    | 23.05.24 міністр цифрової трансформації України Михайло Федоров повідомив що платформа UNITED24 оголошує перший збір на наземні роботизовані платформи |
| Україна            | ARK-1                  | наземна роботизована платформа | —    | 23.05.24 міністр цифрової трансформації України Михайло Федоров повідомив що платформа UNITED24 оголошує перший збір на наземні роботизовані платформи |
| Україна            | RATEL S                | наземна роботизована платформа | —    | 23.05.24 міністр цифрової трансформації України Михайло Федоров повідомив що платформа UNITED24 оголошує перший збір на наземні роботизовані платформи |
| Україна            | Воля-Е                 | наземна роботизована платформа | —    | 23.05.24 міністр цифрової трансформації України Михайло Федоров повідомив що платформа UNITED24 оголошує перший збір на наземні роботизовані платформи |
| Україна            | Ratel H                | наземна роботизована платформа | —    | 23.05.24 міністр цифрової трансформації України Михайло Федоров повідомив що платформа UNITED24 оголошує перший збір на наземні роботизовані платформи |
| Україна            | Termit                 | наземна роботизована платформа | —    | 23.05.24 міністр цифрової трансформації України Михайло Федоров повідомив що платформа UNITED24 оголошує перший збір на наземні роботизовані платформи |
| Україна            | Рись Pro               | наземна роботизована платформа | —    | 23.05.24 міністр цифрової трансформації України Михайло Федоров повідомив що платформа UNITED24 оголошує перший збір на наземні роботизовані платформи |
| Україна            | КНЛР-Е                 | наземна роботизована платформа | —    | 23.05.24 міністр цифрової трансформації України Михайло Федоров повідомив що платформа UNITED24 оголошує перший збір на наземні роботизовані платформи |
| Україна            | Sirko-S1               | наземна роботизована платформа | —    | 23.05.24 міністр цифрової трансформації України Михайло Федоров повідомив що платформа UNITED24 оголошує перший збір на наземні роботизовані платформи |

## Трофеї[102]
| походження і назва                  | тип                                         | к-ть | подробиці |
| ----------------------------------- | ------------------------------------------- | ---- | --- |
| Р-166-0.5                           | радіостанція                                | 6    | задокументовано 6 неушкоджених трофеїв станом на 01.03.23                                                          |
| 9С932-1 (складова «Барнаул-Т»)      | модуль розвідки та управління               | 4    | задокументовано 4 неушкоджені трофеї станом на 01.03.23                                                            |
| Фара                                | радар                                       | 2    | задокументовано 2 неушкоджених трофея станом на 01.03.23                                                           |
| 1Л261 (складова 1Л260 «Зоопарк-1М») | станція розвідки позицій ракет та артилерії | 2    | задокументовано 2 неушкоджених трофея станом на 01.03.23                                                           |
| РБ-301Б «Борисоглебськ-2»           | комплекс радіоелектронного придушення       | 2    | задокументовано 2 неушкоджених трофея станом на 01.03.23                                                           |
| Торн-МДМ                            | система радіоелектронної боротьби           | 1    | задокументовано 1 неушкоджений трофей станом на 01.03.23                                                           |
| 1РЛ257 «Красуха-4»                  | система радіоелектронної боротьби           | 1    | задокументовано 1 неушкоджений трофей станом на 01.03.23                                                           |
| 9С932-2 (складова «Барнаул-Т»)      | модуль розвідки та управління               | 1    | задокументовано 1 неушкоджений трофей станом на 01.03.23                                                           |
|                                     |                                             |      | |
| РП-377УВМ1Л «Лесочек»               | комплекс радіоелектронної боротьби          | 2+   | захоплено українськими військовими 07.09.22 під час наступу у Харківській області                                  |
| Силок-01                            | комплекс радіоелектронної боротьби          | 1+   | один зразок був захоплений бійцями 128-ої ОГШБр 04.09.22                                                           |
| ППРУ-1 «Овод-М-СВ»                  | рухомий пункт розвідки та управління ППО    | 1    | задокументовано 1 неушкоджений трофей станом на 24.09.22                                                           |
| 1Л271 «Аистёнок»                    | контрбатарейна радіолокаційна станція       | 1    | захоплено бійцями Нацгвардії 27.09.22 під час наступу у Донецькій області                                          |
| Геліос-4                            | вузол зв'язку                               | 1    | захоплено 01.10.22 під час наступу у Донецькій області                                                             |
| Р-448                               | станція супутникового звʼязку               | 1    | 09.10.24 бійці 409-го окремого стрілецького батальйону захопили російську станцію супутникового зв’язку на Курщині |

## Втрати[109]
| походження і назва | тип                                | к-ть | подробиці                                                |
| ------------------ | ---------------------------------- | ---- | -------------------------------------------------------- |
| 36Д6               | радіолокаційна станція             | 10   | задокументовано 10 втрачених 36Д6 станом на 15.02.23     |
| П-18               | радіолокаційна станція             | 4    | задокументовано 4 втрачених П-18 станом на 15.02.23      |
| ІМР-2              | інженерна машина розгородження     | 4    | задокументовано 4 втрачених ІМР-2 станом на 15.02.23     |
| AN/TPQ-49          | радіолокатор                       | 1    | задокументовано 1 втрачений AN/TPQ-49 станом на 15.02.23 |
| НОТА               | комплекс радіоелектронної боротьби | 1    | задокументовано 1 втрачений НОТА станом на 15.02.23      |